# Atopodentatus
Atopodentatus là một chi động vật bò sát biển tuyệt chủng, nó có thể là Sauropterygia cơ sở, sống vào giữa kỷ Trias (phân tầng Pelsonia, tầng Anisia) ở La Bình, tỉnh Vân Nam, tây nam Trung Quốc.Chi này gồm một loài duy nhất Atopodentatus unicus. Nó sống cách nay 247 đến 242 triệu năm.
Một bộ xương gần hoàn chỉnh và hóa thạch nửa trái hộp sọ được phát hiện gần làng Daaozi, Vân Nam, Trung Quốc. Tên khoa học của nó xuất phát từ bộ hàm khác thường có hình dạng giống khóa kéo.

## Từ nguyên
Tên chi Atopodentatus từ tiếng Hy Lạp cổ đại atopos (άτοπος), nghĩa là "không thể đặt đúng được, kỳ lạ, vô lý, ngớ ngẩn, kỳ cục, làm bối rối", kết hợp với tiếng Latin dentatus, "răng", để chỉ trình tự sắp xếp và hình dáng răng. Tên loài "unicus" để chỉ cấu trúc hình thái đặc biệt so với bò sát khác.

## Hình thái
Atopodentatus dài 3 mét (9,8 ft). Nó có cơ thể thon dài, cổ tiêu giảm, các phần phụ và hông khỏe Atopodentatus đều cho thấy bò sát này bán thủy sinh trong tự nhiên.
Đặc điểm kỳ lạ nhất của Atopodentatus là hàm trên với răng chạy dọc theo viền hàm và ở phần giữa hàm tách ra theo chiều thẳng đứng. Điều này là cho hàm trên của nó trông như "nụ cười khóa kéo răng nhỏ". Hàm trên cong xuống. Răng giống kim khâu của Atopodentatus phủ men răng. Hàm dưới có hình xẻm và có 190 răng nhỏ chạy theo viền hàm.

## Sinh thái
Bộ răng kỳ lạ của Atopodentatus nó không phải là động vật ăn thịt mà ăn lọc động vật không xương sống ở đáy biển. Hình dáng của mỏ trông giống với hồng hạc hiện đại. Các tác giả cho rằng Atopodentatus "có thể đi trên đất liền hay bãi cát và đảo cát vùng bãi triều".